# Metacnephia saileri
Metacnephia saileri är en tvåvingeart som först beskrevs av Stone 1952.  Metacnephia saileri ingår i släktet Metacnephia, och familjen knott. Arten är reproducerande i Sverige.